# Цубоути Сёё
Цубоути Сёё (яп. 坪内 逍遥 Цубоути Сё:ё:, 22 мая 1859, Ота, Гифу — 28 февраля 1935, Амати, Сидзуока) — японский театральный режиссёр, шекспировед и литератор, один из создателей современного японского театра. Изучал английскую филологию и литературу в университетах Нагои и Токио. Перевод им на японский язык работ Шекспира, завершившийся в 1928 году изданием первого в Японии полного собрания сочинений, положил начало японскому шекспироведению. Помимо этого, его внимание привлекало и развитие современного японского театра, которое Цубоути понимал как синтез западного и традиционно японского элементов. Теоретические основы построения театральной игры, которые он одновременно практически опробовал и в своих многочисленных пьесах, Цубоути развил во время своей преподавательской деятельности в университете Васэда в Токио. В своём желании адекватно воплотить сценическую реализацию своих идей, он в 1906 году основывает театральную школу, из которой впоследствии вышли многие великие японские актёры. В 1928 году Цубоути основывает Театральный музей при университете Васэда. Вклад Цубоути в разработку практической постановочной работы на сцене инициировал и подтолкнул развитие тех тенденций в современном японском театре, которым он сегодня обязан своим многообразием исполнения и его высоким качеством.
Сёё удочерил ребёнка из семьи Касима, дочь фотографа Сэйбэя и танцовщицы Эцу, по имени Куни.